# 朱偕汪
汉阴王朱偕汪（1465年—1478年11月7日），以明朝汉阴恭怀王朱徵鍉庶长子的身份袭封，后被揭发并非宗室，赐自尽。

## 生平
成化元年（1465年），朱徵鍉病重，他的丈人周恂趁着入宫探病的机会，私下向朱徵鍉说：“王病重将死，但死后却无子嗣可怎么办，不如抱养家人之子当作您的儿子以继承王爵。”朱徵鍉赞同丈人的提议，遂命两名宫女假装怀孕，等到其兄韩王朱徵钋以及诸郡王前来探病时，朱徵鍉皆谎称有子嗣并托付给众王。他病逝后，周恂与王母平氏以及王妃周氏共同谋划，取周恂之妻所生之女和他人所生之男，先后让周恂的小妾与儿子抱入王宫中，伪称是朱徵鍉的子女，长大后皆请得朝廷册封，抱养之男请得赐名朱偕汪；周恂的小女儿因冒充王女，获封县主。
成化十三年（1477年）四月，朱偕汪以汉阴恭怀王庶长子的身份，得明憲宗遣寧陽侯陳瑛、駙馬都尉蔡震、楊偉、樊凱、成安伯郭鐄、南寧伯毛文、安順伯薛珤、廣寧伯劉瓘為正使，尚寶司司丞李溥、中書舍人楊泰、兵部郎中宋訥、刑部郎中舒春、工部郎中張達、吏部員外郎陳政、戶部員外郎郝冕、禮部員外郎趙繕為副使，持節冊封為漢陰王。九月，憲宗遣保定侯梁傅、鎮遠侯顧溥、西寧侯宋愷、武安侯鄭英、駙馬都尉石璟、馬誠、富陽伯李輿、武進伯朱霖、豐潤伯曹振、崇信伯費淮為正使，尚寶司司丞沈瑜、吏科左給事中梁鏞、戶科給事中唐盛、禮科給事中王坦、兵科給事中翟瑛、刑科給事中劉吉和、工科給事中方陟、中書舍人胡恭、吏部署員外郎事主事吳珉為副使，持節冊封西城兵馬副指揮劉瑄的女兒為漢陰王妃。
后来周恂的姻亲因为私愤而揭发周恂让他人冒充朱徵鍉子女的事，鎮守內官暨巡撫巡按會同都布按三司官調查得其本末，認為周恂之罪當斬，其余人也分別有罪。刑部尚書林聰等汇总案情覆奏。成化十四年（1478年）十月，宪宗认为周恂主使混淆宗室血脉，罪恶深重，下令将周恂在闹市凌迟处死，家产充公，妻妾子皆斩首。知晓内情的内监刘通等五人各杖一百并充边军；朱徵鍉母平氏、王妃周氏以及冒充的子女皆赐自尽，汉阴国除；追废朱徵鍉为庶人，并削谥号。令太監李榮、駙馬周景、錦衣衛指揮趙璟前去办理；命以后各王府、宗室將軍等的住所不許闲杂人等出入、招惹是非，違者及內外官皆重罪不宥，并将所记录的此案供词告知各王府；并写信给各王，告知朱徵鍉的罪过和自己的处置。